# Aram Khatxaturian
Aram Ilítx Khatxaturian, rus: Ара́м Ильи́ч Хачатуря́н AFI [ɐˈram ɪˈlʲjit͡ɕ xət͡ɕɪtʊˈrʲan]; en armeni Արամ Խաչատրյան, AFI [ɑˈɾɑm χɑt͡ʃʰɑt(ə)ɾˈjɑn] (Tbilisi, Geòrgia, 6 de juny de 1903 - Moscou, primer de maig de 1978), fou un prolífic compositor georgià d'origen armeni, enquadrat en el moviment del realisme socialista.
Nascut i criat a Tbilisi (ara capital de Geòrgia), Khatxaturian es va traslladar a Moscou el 1921 després de la sovietització del Caucas. Sense formació musical prèvia, es va matricular a l'⁣Institut Musical Gnessin, després estudiant al Conservatori de Moscou a la classe de Nikolai Miaskovsk, entre d'altres. La seva primera obra important, el Concert per a piano (1936), va popularitzar el seu nom dins i fora de la Unió Soviètica. El van seguir el Concert per a violí (1940) i el Concert per a violoncel (1946). Les seves altres composicions significatives inclouen la Suite Masquerade (1941), l'⁣Himne de la RSS d'Armènia (1944), tres simfonies (1935, 1943, 1947) i unes 25 partitures per al cinema. Khatxaturian és sobretot conegut per la seva música de ballet: Gaiane (1942) i Spartacus (1954). La seva peça més popular, la Dansa del sabre de Gaiane, s'ha utilitzat àmpliament en la cultura popular i ha estat interpretada per diversos músics d'arreu del món. El seu estil «es caracteritza per harmonies acolorides, ritmes captivadors, virtuosisme, improvisacions i melodies sensuals».
Durant la major part de la seva carrera, Khatxaturian va ser aprovat pel govern soviètic i va ocupar diversos càrrecs alts a la Unió de Compositors Soviètics des de finals dels anys trenta, tot i que es va unir al Partit Comunista només el 1943. Juntament amb Serguei Prokófiev i Dmitri Xostakóvitx, va ser denunciat oficialment com a "formalista" i la seva música va ser qualificada com a "anti-poble" el 1948, però es va restaurar més tard aquell mateix any. Després de 1950, va ensenyar a l'Institut Gnessin i al Conservatori de Moscou, i es va dedicar a la direcció d'orquestra. Va viatjar per Europa, Amèrica Llatina i els Estats Units amb concerts de les seves pròpies obres. El 1957, Khatxaturian va esdevenir secretari de la Unió de Compositors Soviètics, una posició que va mantenir fins a la seva mort.
Khachaturian va compondre la primera música de ballet, simfonia, concert i banda sonora armènia. És considerat el compositor armeni més reconegut del segle xx. Tot i que seguia les tradicions musicals establertes de Rússia, va incorporar àmpliament a les seves obres la música popular armènia i, en menor mesura, caucàsica, d'Europa oriental i central i dels pobles de l'Orient Mitjà. És molt considerat a Armènia, on és considerat un "tresor nacional".

## Biografia

### Antecedents i primers anys (1903–21)

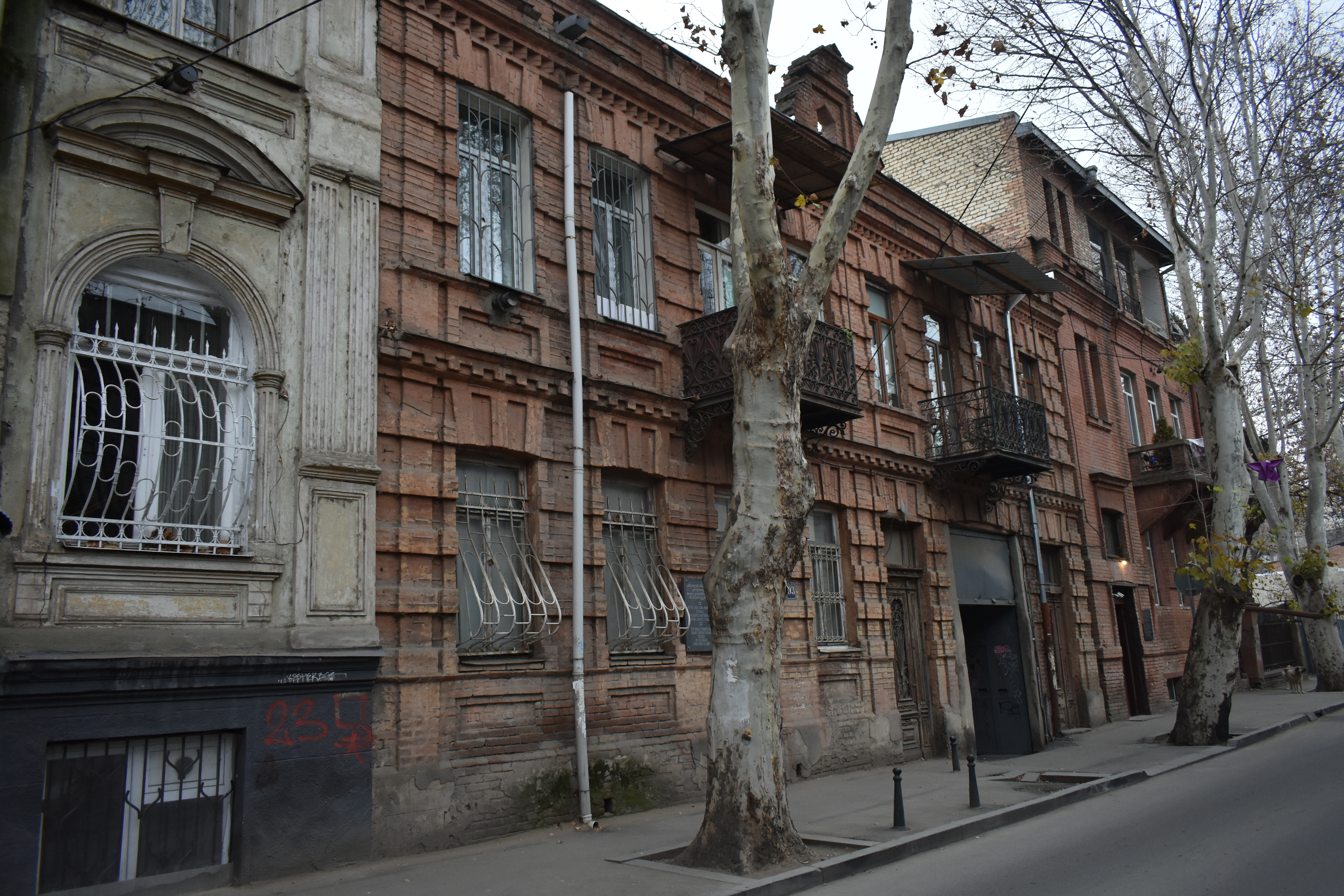
L'edifici del carrer Uznadze 93 a Tbilisi, on Khatxaturian va viure entre 1906 i 1922

Aram Khachaturian va néixer el 6 de juny (24 de maig a l'estil antic) de 1903 a la ciutat de Tiflis (actual Tbilisi, Geòrgia) en el si d'una família armènia. Algunes fonts indiquen Kojori, un poble prop de Tiflis, com el seu lloc de naixement. El mateix Khatxaturian va dir que va néixer a Kojori.  El seu pare, Yeghia (Ilya), va néixer al poble d' Upper Aza prop d'Ordubad a Nakhichevan (actual República Autònoma de Nakhtxivan, Azerbaidjan) i es va traslladar a Tiflis als 13 anys; era propietari d'una botiga d'enquadernació als 25 anys. La seva mare, Kumash Sarkisovna, era de la Baixa Aza, també un poble prop d'Ordubad. Els pares de Khatxaturian es van prometre abans de conèixer-se, quan Kumash tenia 9 anys i Yeghia 19. Van tenir 5 fills, una filla i quatre fills, dels quals Aram era el més jove. De 1906 a 1922 Khatxaturian va viure al carrer Uznadze 93 de Tbilisi. Khatxaturian va rebre educació primària a l'escola comercial de Tiflis, una escola per a comerciants. Va considerar una carrera en medicina o en enginyeria.
Als segles XIX i principis del XX i al llarg del primer període soviètic, Tiflis (coneguda com a Tbilisi després de 1936) va ser la ciutat més gran i el centre administratiu del Caucas. A Tiflis, que històricament ha estat multicultural, Khatxaturian va estar exposat a diverses cultures. La ciutat tenia una gran població armènia i va ser un important centre cultural armeni fins a la Revolució Russa i els anys següents. En un article de 1952 "El meu concepte de l'element popular en la música", Khatxaturian va descriure l'entorn de la ciutat i la seva influència en la seva carrera:
| « | Vaig créixer en un ambient ric en música popular: festes populars, ritus, esdeveniments alegres i trists en la vida del poble sempre acompanyats de música, les melodies vívides de les cançons i danses armènies, azerbaidjanesos i georgians interpretades pels bards populars i músics — aquests van ser les impressions que es van gravar profundament en la meva memòria, que van determinar el meu pensament musical. Van donar forma a la meva consciència musical i van ser els fonaments de la meva personalitat artística... Sigui quins siguin els canvis i les millores que van tenir lloc en el meu gust musical en anys posteriors, la seva substància original, formada en la primera infància en estreta comunió amb el poble, sempre ha restat el substrat natural que nodreix tota la meva obra. | » |

El 1917, els bolxevics van assolir el poder a Rússia durant la Revolució d'Octubre. Després de més de dos anys de fràgil independència, Armènia va caure sota el domini soviètic a finals de 1920. Geòrgia també va ser sovietitzada a la primavera de 1921. Tots dos països van passar formalment a formar part de la Unió Soviètica el desembre de 1922.

### Educació (1922–1936)
El 1921, Khatxaturian, de divuit anys, es va traslladar a Moscou per unir-se al seu germà gran, Suren, que s'hi havia establert abans i era director d'escena al Teatre d'Art de Moscou en el moment de la seva arribada. Es va matricular a l'⁣Institut Musical Gnessin el 1922, estudiant simultàniament biologia a la Universitat Estatal de Moscou.
 Inicialment, va estudiar violoncel amb Serguei Bitxkov i més tard amb Andrei Borisiak. El 1925, Mikhaïl Gnessin, antic alumne de Rimski-Kórsakov i Liàdov, va iniciar una classe de composició a l'institut, a la qual es va unir Khatxaturian. En aquest període, va escriure les seves primeres obres: la Suite de dansa per a violí i piano (1926) i el Poema en do sostingut menor (1927). En les seves primeres obres, Khatxaturian va utilitzar àmpliament la música popular armènia.
El 1929, Khatxaturian va ingressar al Conservatori de Moscou per estudiar composició amb Nikolai Miaskovski i orquestració amb Serguei Vassilenko. Va acabar el conservatori el 1934 i va acabar el seu treball de postgrau el 1936. Va esdevenir assistent de Miaskovski. «Per a nosaltres, els joves compositors —recordava Khatxaturian—, Miaskovski semblava envoltat d’una aurèola; li teníem una gran reverència. Tothom el respectava i venerava… ser el seu alumne es considerava el màxim honor possible».

### Primers anys de carrera (1936–1948)
La seva Primera Simfonia d'influència armènia, que Khatxaturian va compondre com a treball de graduació del Conservatori de Moscou el 1935, «va cridar l'atenció de destacats directors i aviat va ser interpretada per les millors orquestres soviètiques» i va ser admirada per Xostakóvitx. Va començar una activa carrera creativa en completar els seus estudis de postgrau al conservatori el 1936. Va escriure la primera obra important, el Concert per a piano, el mateix any. Va resultar ser un èxit, establint-lo com un compositor respectat a la Unió Soviètica. Va ser "interpretat i aclamat molt més enllà de les fronteres de la Unió Soviètica", i "va establir el seu nom a l'estranger".
El seu Concert per a piano, juntament amb els dos concerts posteriors —el Concert per a violí (1940), pel qual va guanyar un Premi Stalin, de segona classe i el Concert per a violoncel (1946), es consideren sovint un "una mena de gran cicle". El Concert per a violí "va obtenir un reconeixement internacional" i va passar a formar part del repertori internacional. Va ser interpretat per primera vegada per David Óistrakh.
Khatxaturian va ocupar càrrecs importants a la Unió de Compositors, convertint-se en vicepresident de la branca de Moscou el 1937. Posteriorment, va exercir com a vicepresident del Comitè Organitzador (Orgkom) de la Unió entre 1939 i 1948. Es va unir al Partit Comunista el 1943. "Al llarg de principis i mitjans de la dècada de 1940, Khatxaturian va fer servir aquesta posició per contribuir a donar forma a la música soviètica, sempre destacant una composició tècnicament magistral. De fet, en les seves memòries va expressar orgull per dirigir una institució que organitzava el treball creatiu en molts gèneres musicals i especialment en totes les repúbliques soviètiques”.
Els anys anteriors i posteriors a la Segona Guerra Mundial van ser molt productius per a Khatxaturian. El 1939 va fer un viatge de sis mesos a la seva Armènia natal "per realitzar un estudi exhaustiu del folklore musical armeni i recollir melodies de cançons i danses populars" per al seu primer ballet, Felicitat, que va completar el mateix any. "La seva connexió amb la cultura nacional i la pràctica musical d'Armènia es va revelar per a ell, com ell mateix va dir, com 'un segon conservatori'. Va aprendre molt, va veure i escoltar moltes coses de nou, i alhora va tenir una comprensió dels gustos i les exigències artístiques del poble armeni". El 1942, en plena Segona Guerra Mundial, el va reelaborar en el ballet Gaiane. Va ser interpretat per primera vegada pel Ballet Kirov (avui conegut com el Ballet Mariïnski) a Perm, mentre Leningrad estava sota setge. Va ser un gran èxit que li va valdre a Khatxaturian el seu segon premi Stalin, aquesta vegada de primera classe. Khatxaturian va retornar els diners del premi a l'estat amb una sol·licitud per utilitzar-lo per construir un tanc per a l'Exèrcit Roig.
Va compondre la Segona Simfonia (1943) amb motiu del 25è aniversari de la Revolució d'Octubre i música incidental a Masquerade (1944), "una suite simfònica en la tradició de la fastuosa música clàssica russa", sobre l'obra homònima de Mikhaïl Lérmontov. Tant el ballet Gaiane com la Segona Simfonia van tenir "èxit i van ser molt elogiats per Xostakóvitx". El 1944, Khatxaturian va compondre l'⁣Himne de la República Socialista Soviètica Armènia, en gran part simbòlic.

### Denúncia i restauració (1948)

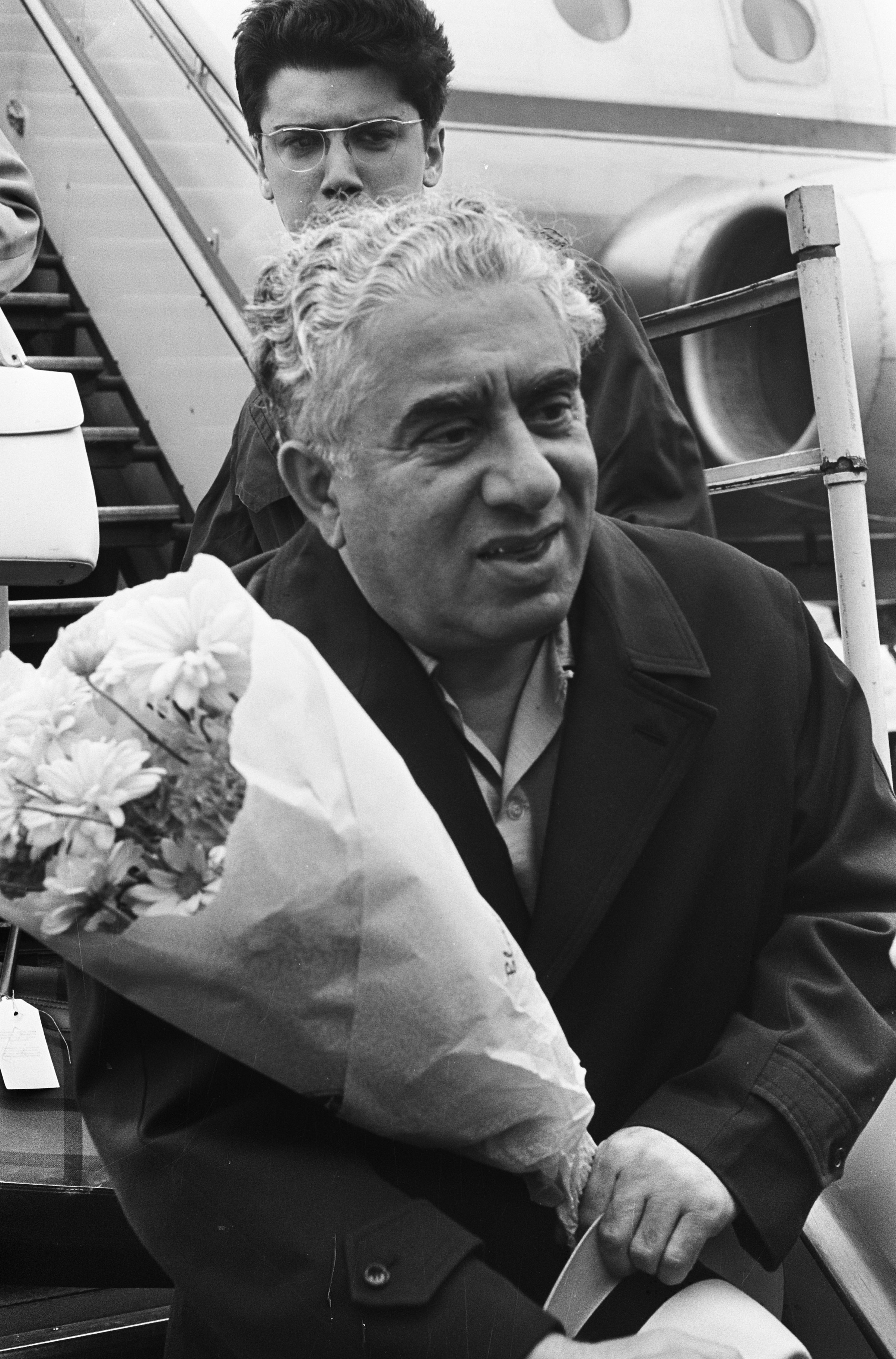
Khatxaturian el 1964

A mitjans de desembre de 1947, el Departament d'Agitació i Propaganda (més conegut com Agitprop) va presentar a Andrei Jdànov, el secretari del Comitè Central del Partit Comunista, un document sobre les «mancances» en el desenvolupament de la música soviètica. Del 10 al 13 de gener de 1948, es va celebrar una conferència al Kremlin en presència de setanta músics, compositors, directors d'orquestra i altres que es van enfrontar a Jdànov:
| « | Considerarem que si aquests camarades Xostakóvitx, Prokófiev, Miaskovski, Khatxaturian, Kabalevski i Xebalín, que són les figures principals i destacades de la direcció formalista en la música, aquesta direcció és fonamentalment incorrecta. | » |

Durant el transcurs de la conferència, el recentment nomenat cap de la Unió de Compositors Soviètics, Tikhon Khrénnikov, es va queixar que el poema simfònic de Khatxaturian tenia la seva estrena en una sala mig buida i que "tothom pensava que el Concert per a violoncel de Khatxaturian era una brossa". En resposta, Khatxaturian, que va admetre que parlar en un esdeveniment d'aquesta mena el posava nerviós, va reconèixer que els compositors d'obres més complexes podrien ser culpables d'ignorar el gust popular, pensant que amb el temps aquest s'adaptaria a ells. Jdànov el va interrompre per dir que aquesta actitud es podia titllar d'"individualisme extrem". Khatxaturian i altres compositors destacats van ser denunciats pel Partit Comunista per ser seguidors del suposat formalisme (és a dir, "un mena de música que es considerava massa avançada o difícil de gaudir per a les masses") i la seva música era batejada com "anti-poble". Va ser el Poema simfònic (1947), més tard titulat Tercera simfonia, el que oficialment va provocar la ira del partit cap a Khatxaturian. Irònicament, va compondre l'obra com a homenatge al 30è aniversari de la Revolució d'Octubre. Va afirmar: "Volia escriure el tipus de composició en què el públic sentís el meu programa no escrit sense un anunci. Volia que aquesta obra expressés l'alegria i l'orgull del poble soviètic pel seu gran i poderós país".
El musicòleg Blair Johnston creu que la seva "música contenia pocs, si és que en contenia algun, dels trets objectables trobats en la música d'alguns dels seus col·legues més aventurers. En retrospectiva, el més probable és que fos el paper administratiu de Khatxaturian a la Unió [de Compositors Soviètics], percebut pel govern com un bastió de música políticament incorrecta, i no la seva música com a tal, el que li va valdre un lloc a la llista negra de 1948. El març de 1948, Khatxaturian "va fer una disculpa molt completa i humil pels seus 'errors' artístics després del decret de Jdànov; el seu estil musical, però, no va patir cap canvi". Va ser enviat a Armènia com a "càstig", i va continuar sent censurat. Edward Rothstein va argumentar que Khatxaturian va patir menys que Xostakóvitx i Prokófiev, "potser pel seu estil musical folklòric i senzill".
El desembre de 1948 (Jdànov havia mort l'agost) va ser restablert en el favor, rebent elogis per la seva banda sonora per a la pel·lícula Vladímir Ílitx Lenin, una biografia cinematogràfica del líder soviètic.

### Darrers anys (1950–78)

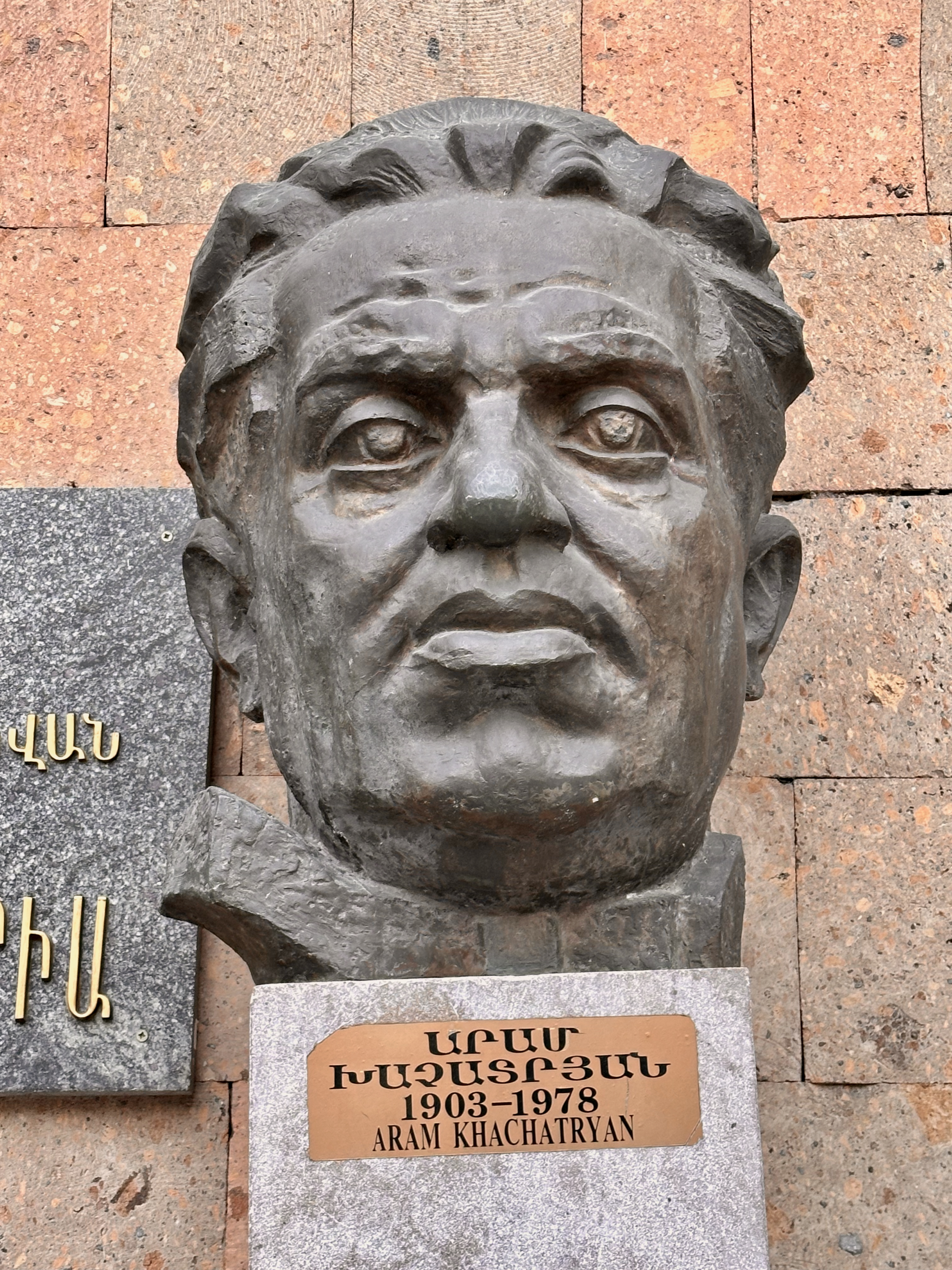
Bust d'Aram Khatxaturian al Conservatori de Yerevan

El 1950, Khatxaturian va començar a dirigir i va començar a ensenyar composició a la seva alma maters: l'⁣Institut Gnessin (des de 1950), i més tard al Conservatori de Moscou (des de 1951). Durant la seva carrera com a professor universitari, Khatxaturian va emfatitzar el paper de la música popular als seus estudiants i va inculcar la idea que els compositors haurien de dominar l'herència de la música popular de les seves nacions.
El 1950, va començar a treballar en el seu tercer i últim ballet, Spartacus (1950–1954), que més tard va resultar ser el seu darrer treball aclamat internacionalment. Va revisar Spartacus el 1968. Va ser nomenat Artista del Poble de la Unió Soviètica el 1954. Sota el breu govern de Gueorgui Malenkov, el 1954, Khatxaturian es va convertir en un portaveu, juntament amb Ilià Ehrenburg, per "assegurar als intel·lectuals soviètics que els controls ideològics imposats pels draconians decrets de Jdànov de 1946–1948 serien aixecats almenys temporalment".
Després de completar Spartacus, des de finals dels anys 50, Khatxaturian es va centrar menys en la composició, i més en la direcció, l'ensenyament, la burocràcia i els viatges. Va exercir com a president de l'Associació Soviètica d'Amistat i Cooperació Cultural amb Estats Llatinoamericans des de 1958 i va ser membre del Comitè de Pau Soviètic (des de 1962). "Va aparèixer amb freqüència en fòrums mundials en el paper de defensor d'un apologista de la idea soviètica d'ortodòxia creativa". Khatxaturian va fer gires amb concerts d'obres pròpies per uns 30 països, inclosos tots els estats del Bloc de l'Est, Itàlia (1950), la Gran Bretanya (1955, 1977), l'Amèrica Llatina (1957) i els Estats Units (1960, 1968). La seva visita el gener de 1968 a la capital nord-americana de Washington D. C. va ser important. Va dirigir l'⁣Orquestra Simfònica Nacional en un programa d'obres pròpies. En una gira de sis setmanes va visitar set ciutats americanes.
Khatxaturian va tornar a servir com a secretari de la Unió de Compositors, començant el 1957 fins a la seva mort. També va ser diputat al cinquè Soviet Suprem de la Unió Soviètica (1958–1962). En les dues últimes dècades de la seva vida, Khatxaturian va escriure tres rapsòdies de concert: per a violí (1961–1962), violoncel (1963) i piano (1965), i sonates solistes per a violoncel, violí i viola no acompanyats (dècada de 1970), que es consideren la seva segona i tercera trilogies instrumentals.

## Obres

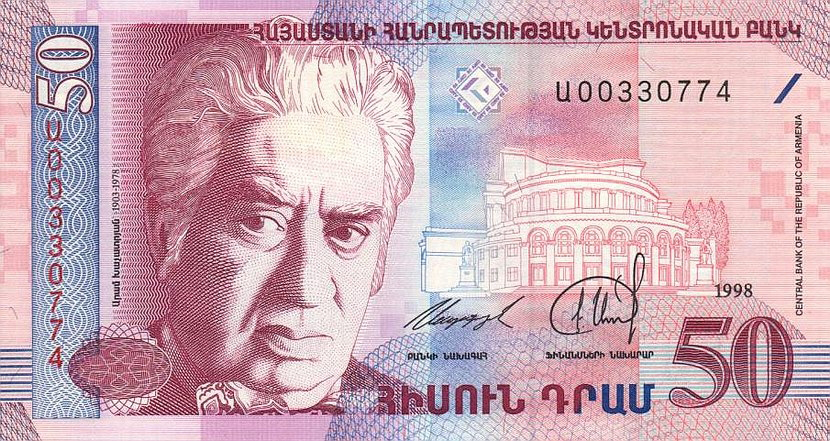
Aram Khatxaturian en un bitllet d'Armènia.

### Ballets
- Shchastye ("La felicitat"; Yerevan, 1939)
- Gaiane (1939–41), que inclou la famosa Dansa del sabre i l'Adagio de 2001: una odissea de l'espai
- Espàrtac (1950–54)

### Orquestral
- Simfonies
  - Simfonia núm. 1 (1934)
  - Simfonia núm. 2 La Simfonia de la Campana (dues versions: 1943, 1944)
  - Simfonia núm. 3 Simfonia-Poema (1947)
- Suite de dansa (1933)
- Concert per a violí en re menor (1940)
- Suite de Gayane núm. 1 (1943)
- Suite de Gayane núm. 2 (1943)
- Suite de Gayane núm. 3 (1943)
- Himne estatal de la RSS d'Armènia (1944)
- La fantasia russa (1944)
- Suite de Masquerade (1944)
- Oda en memòria de Vladimir Ilitx Lenin (1948)
- Suite de la batalla de Stalingrad (1949)
- Poema triomfal, un poema festiu (1950)
- Suite de La vídua valenciana (1952)
- Suite d'Espàrtac núm. 1 (1955)
- Suite d'Espàrtac núm. 2 (1955)
- Suite d'Espàrtac núm. 3 (1955)
- Imatges simfòniques d'Espàrtac (1955)
- Obertura de salutació (1958)
- Suite de Lèrmontov (1959)

### Orquestral vocal
- Poema sobre Stalin (1938)
- Tres àries (Poema, Llegenda, Ditiramb), per a veu aguda i orquestra (1946)
- Oda de l'alegria, balada per a solista, cor, violins, arpes i orquestra (1956)
- Balada sobre la Pàtria, per a solista i orquestra simfònica (1961)

### Concerts
- Concert per a piano en re bemoll major (1936)
- Concert per a violí en re menor (1940)
- Concert per a violoncel en mi menor (1946)
- Concert-rapsòdia per a violí i orquestra (1961)
- Concert-rapsòdia per a violoncel i orquestra (1963)
- Concert-rapsòdia per a piano i orquestra (1968)

### Cambra
- Quartet de corda (1931)
- Trio per a clarinet, violí i piano (1932)

### Instrumental
- Cançó errant d'Ashug per a violoncel i piano (1925)
- Elegia per a violoncel i piano (1925)
- Peça per a violoncel i piano (1926)
- Dansa núm. 1 per a violí i piano (1926)
- Somni per a violoncel i piano (1927)
- Pantomima per a oboè i piano (1927)
- Allegretto per a violí i piano (1929)
- Cançó-poema (en honor dels Ashugs) per a violí i piano (1929)
- Suite per a viola i piano (1929)
- Dansa de missa per a bayan (1932)
- Sonata per a violí (1932)
- Nocturn de Masquerade per a violí i piano (1941)
- Sonata-Fantasia per a violoncel sol (1974)
- Sonata-Monòleg per a violí sol (1975)
- Sonata-cançó per a viola sola (1976)

### Piano
- Poema (1925)
- Vals-Estudi (1926)
- Andantino (1926)
- Poema (1927)
- Variacions sobre el tema "Solveig" (1928)
- Set recitatius i fugues (1928, 1966)
- Suite ( Toccata, Vals-Capriccio, Dansa) (1932; la Toccata és ara més coneguda com una peça separada de la suite)
- Dansa núm. 3 (1933)
- Març núm. 3 (1934)
- Budenovka, una dansa de masses (sense data)
- Vals coreogràfic (1944)
- Tres peces per a dos pianos (Ostinato, Romança, Vals fantàstic) (1945)
- Àlbum per a nens núm. 1, 10 peces (1947)
- Vals de Masquerade (1952)
- Sonatina per a piano (1959)
- Sonata per a piano (1961)
- Àlbum per a nens núm. 2 (1965)
- Les aventures d'Ivan

### Música incidental
- L'oncle Baghdasar (1927)
- Khatabala (1928)
- Dentista oriental (1928)
- Deute d'honor (1931)
- Macbeth (1933)
- Casa devastada (1935)
- Gran dia (1937)
- Bakú (1937)
- La vídua valenciana (1940)
- Masquerade (1941)
- Campanades del Kremlin (1942)
- Sound Scout (1943)
- L'últim dia (1945)
- Southern Bale (1947)
- Conte sobre la veritat (1947)
- Ilià Golovin (1949)
- Corrent de primavera (1953)
- Àngel de la guarda de Nebraska (1953)
- Lèrmontov (1954)
- Macbeth (1955)
- El rei Lear (1958)

### Bandes sonores
- Pepo (1934-5)
- Zangezur (1937-8)
- El jardí (1939)
- Salavat Iulàiev (1941)
- Noia núm. 217 (1945)
- La qüestió russa (1948)
- Vladímir Ilitx Lenin (1948-9)
- La batalla de Stalingrad (1949)
- Tenen un país natal (1950)
- Missió secreta (1950)
- Almirall Ushakov (1953)
- Vaixells assaltant els bastions (1953)
- Saltanat (1955)
- Otel·lo (1956)
- Flama eterna (1956)
- El duel (1957)
- El tocsin de la pau (1962)
- La gent del Nil (1972)

### Banda de música
- Marxa de Combat núm. 1 (1929)
- Marxa de Combat núm. 2 (1930)
- Música dansaire (sobre el tema d'una cançó armènia) (1932)
- Marxa núm. 3 ( Marxa uzbeka ) (1932)
- Dansa (sobre el tema d'una cançó armènia) (1932)
- Als herois de la Guerra Patriòtica, una marxa (1942)
- Marxa de la Milícia de la Bandera Roja de Moscou (1973)

## Premis i condecoracions
- Heroi del Treball Socialista (1973)
- Orde de Lenin (1939, 1963, 1973)
- Orde de la Revolució d'Octubre (1971)
- Orde de la Bandera Roja del Treball (1945, 1966)
- Medalla per la Tasca Meritòria durant la Gran Guerra Patriòtica de 1941-1945
- Medalla del 800è Aniversari de Moscou
- Medalla de la defensa del Caucas
- Medalla de la defensa de Moscou
- Medalla del Centenari de Lenin
- Artista del Poble de l'URSS (1954)
- Artista del Poble de la RSRF de Rússia (1947)
- Artista del Poble de l'RSS d'Armènia (1955)
- Artista del Poble de l'RSS de Geòrgia (1963)
- Artista del Poble de l'RSS de l'Azerbaidjan (1973)
- Artista Meritori de Rússia (1944)
- Artista Meritori de l'RSS d'Armènia (1938)
- Artista Meritori de l'RSS de l'Uzbekistan (1967)
- Premi Lenin (1959) - pel ballet "Espartac "
- Premi Estatal de l'URSS (1971) - per la música de la tríada Concert - Rapsòdia per a violí i orquestra, violoncel, piano i orquestra
- Premi Stalin (1941) - Concert per a Violí i Orquestra
- Premi Stalin (1943) - pel ballet Gaiane
- Premi Stalin (1950) - per la música de la pel·lícula " La Batalla de Stalingrad "
- Orde de la Ciència i l'Art (1961) (República Àrab Unida)
- Medalla Commemorativa de la celebració del 25 aniversari de l'ascensió al tron shahinshaha d'Iran (1965)

### Llibres i capítols de llibres
- Bagar, Robert; Biancolli, Louis. The Concept Companion: A comprehensive guide to symphonic music.  New York & London: Whittlesey House, 1947.
- Bakst, James. «Khachaturyan». A: A History of Russian-Soviet Music. Reprint.  Westport, Connecticut: Greenwood Press, 1977. ISBN 0837194229.
- Robinson, Harlow. «The Caucasian Connection: National Identity in the Ballets of Aram Khachaturian». A: Kanet, Roger E.. Identities, Nations and Politics After Communism.  Routledge, 2013, p. 23–32. ISBN 9781317968665.
- Shneerson, Grigory. Aram Khachaturyan. Xenia Danko (translator).  Moscow: Foreign Languages Publishing House, 1959.
- Yuzefovich, Victor. Aram Khachaturyan. Nicholas Kournokoff and Vladimir Bobrov (translators).  New York: Sphinx Press, 1985. ISBN 0-8236-8658-2.
- Hakobian, Levon. Music of the Soviet Era: 1917-1991. 2nd.  London: Routledge, 2016. ISBN 9781317091875.

### Articles de diccionari i enciclopèdia
- «Aram Ilich Khachaturian». A: Encyclopedia of World Biography.  Detroit: Gale, 2004.
- «Aram Khachaturian». A: The Complete Classical Music Guide.  Londres: Dorling Kindersley, 2012, p. 301. ISBN 9781465401342.
- Blackwood, Alan. «Aram Khachaturian». A: Stacy, Lee. Encyclopedia of Music in the 20th Century.  Abingdon, Oxon: Routledge, 2013, p. 341. ISBN 978-1-57958-079-7.
- Geodakyan, Gevorg. «Խաչատրյան Արամ [Khachatryan Aram]». A: Soviet Armenian Encyclopedia Volume 5 (en armeni).  Yerevan: Armenian Encyclopedia Publishing, 1979, p. 18–20.
- Geodakyan, Gevorg. «Хачатурян А. И. [Khachaturian A. I.]». A: Музыкальная энциклопедия (en rus).  Moscow: Sovetskaya Entsiklopediya and Sovetsky Kompozitor, 1981.
- Johnston, Blair. «Aram Khachaturian: Artist Biography». A: Woodstra, Chris. All Music Guide to Classical Music: The Definitive Guide to Classical Music.  San Francisco: Backbeat Books, 2005, p. 685–6. ISBN 9780879308650.; also available online at AllMusic
- «Khachaturian, Aram». Current Biography Yearbook. H. W. Wilson Company [New York], vol. 9, 1949, pàg. 345.
- Lebrecht, Norman. «Aram Khachaturian». A: The Companion to 20th-century Music.  New York: Da Capo Press, 1996, p. 183. ISBN 9780306807343.
- McCollum, Jonathan; Nercessian, Andy. «Aram Khachaturian». A: Armenian Music: A Comprehensive Bibliography and Discography.  Lanham, Maryland: Scarecrow Press, 2004, p. 95–96. ISBN 9780810849679.
- «Khachaturian, Aram Ilyich». A: Petrak, Albert M.. David Mason Greene's Biographical Encyclopedia of Composers. 1a.  Garden City, New York: Reproducing Piano Roll Foundation, 1985, p. 1329–30. ISBN 9780385142786.
- «Khachaturian, Aram Il'yich». A: Randel, Don Michael. The Harvard Biographical Dictionary of Music.  Cambridge: Harvard University Press, 1996, p. 445. ISBN 9780674372993. «Khachaturian, Aram Il'yich.»
- Rosenberg, Kenyon C. «Khachaturian, Aram». A: A Basic Classical and Operatic Recordings Collection for Libraries.  Metuchen, New Jersey: Scarecrow Press, 1987, p. 111–112. ISBN 9780810820418.
- Tomoff, Kiril. Creative Union: The Professional Organization of Soviet Composers, 1939-1953.  Ithaca, New York: Cornell University Press, 2006, p. 34–35. ISBN 9780801444111.

### Articles de revista
- Chebotaryan, Gayane «OA Portal in Armenia» (en armeni). Patma-Banasirakan Handes. Armenian Academy of Sciences [Yerevan], vol. 3, 3, 1963, pàg. 109–114.
- «Three Soviet artists on the present needs of Soviet art». Soviet Studies. Routledge, vol. 5, 4, 1954, pàg. 412–445. DOI: 10.1080/09668135408409919.
- Frolova-Walker, Marina «"National in Form, Socialist in Content": Musical Nation-Building in the Soviet Republics». Journal of the American Musicological Society. University of California Press on behalf of the American Musicological Society, vol. 51, 2, Summer 1998, pàg. 331–337. DOI: 10.2307/831980. JSTOR: 831980.
- Keldysh, Georgi «Soviet Music Today». Tempo, vol. 32, 32, Summer 1954, pàg. 23–28. DOI: 10.1017/S0040298200051883. JSTOR: 943199.
- N., G. «Aram Khachaturian». The Musical Times. Musical Times Publications, vol. 19, 1625, 7-1978, pàg. 619. JSTOR: 958852.
- Shostakovich, Dmitri «Яркий талант [Bright talent]» (en rus). Music Academy, 6, 1959. [an essay praising Khachaturian]
- Steyn, Carol «Khachaturyan in Armenia today: his presence in Armenian music, art and architecture, rooted in Socialist Realism». South African Journal of Art History, vol. 24, 3, 2009, pàg. 9–23. ISSN: 0258-3542.
- Ter-Ghazarian, Zara «OA Portal in Armenia» (en armeni). Lraber Hasarakakan Gitutyunneri. Armenian Academy of Sciences [Yerevan], vol. 6, 6, 1983, pàg. 23–28. ISSN: 0320-8117.
- Tigranova, Irina G. «OA Portal in Armenia» (en armeni). Lraber Hasarakakan Gitutyunneri. Armenian Academy of Sciences [Yerevan], vol. 1, 1, 1970, pàg. 26–35.

### Articles de diari
- «Khachaturian, a Leading Soviet Composer, Dies at 74». The New York Times, 03-05-1978. (archived)
- Holland, Bernard «Khachaturian Beckons With Little-Known Works». , 14-10-2003.
- Huizenga, Tom «The 'Sabre Dance' Man». NPR, 05-06-2005.
- Pritsker, Maya «What Could Khachaturian Do Besides An Encore?». , 05-10-2003.